# Johannes Hedwig

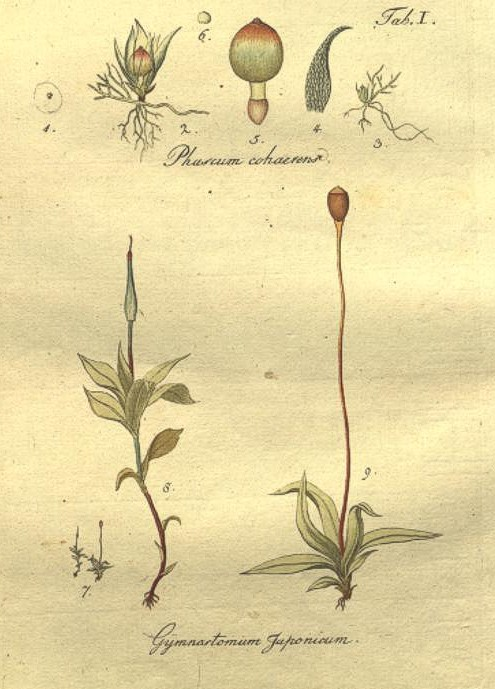
Planxa 1 "Species Muscorum Frondosorum"

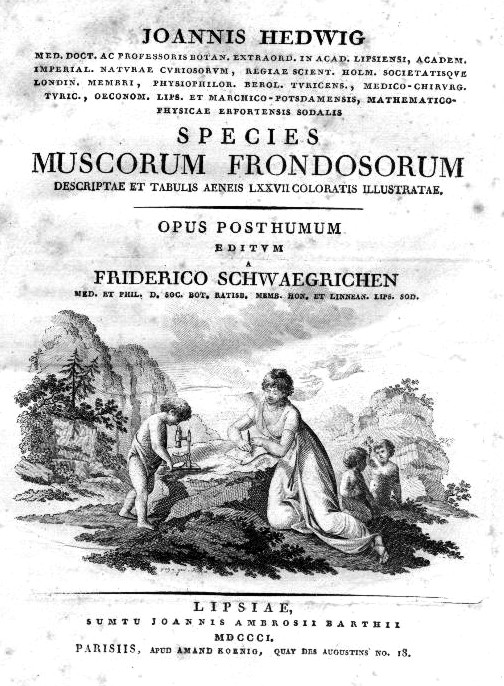

Johann Hedwig (1730 – 1799), també escrit Johannes Hedwig o llatinitzat com Joannis Hedwig, va ser un botànic alemany notable pels seus estudis de les molses i considerat de vegades el fundador de la briologia.
Nasqué a Romania, estudià medicina a la Universitat de Leipzig, doctorant-se el 1759. Exercí la medicina durant 20 anys i practicà la botànica com un hobby
Va ser professor de medicina i de botànica a Leipzig i va dirigir el Jardí Botànic de Leipzig.
Amb la seva habilitat amb el microscopi i la il·lustració biològica, aconseguí identificar els anteridis i arquegonis en les molses. Va observar directament la germinació de les espores i la formació del protonema. Tanmateix, no va ser capaç de determinar els cicles vitals de les falgueres i els fongs encara que va fer observacions útils sobre les algues Chara i Spirogyra.
La seva obra principal és Species Muscorum Frondosorum publicada pòstumament el 1801. Aquesta obra és el punt de partida per a la nomenclatura de totes les molses excepte pel grup Sphagnum.
L'abril de 1788 va ser elegit Fellow of the Royal Society. El 1790, va ser elegit membre forà de la Reial Acadèmia Sueca de Ciències.
Hedwig és commemorat pel gènere Hedwigia i per la revista Hedwigia.